# 5002 Marnix
5002 Marnix (Provisorisk beteckning: 1987 SS3) är en asteroid i asteroidbältet, upptäckt 20 september 1987 av den belgiske astronomen Eric Walter Elst i Smoljan, Bulgarien. Asteroiden har fått sitt namn efter Philips Marnix van Sint Aldegonde, som bland andra bedrifter författat Nederländernas nationalsång, Wilhelmus.
Den tillhör asteroidgruppen Euterpe.